# أرابز غوت تالنت (الموسم 7)
أرابز غوت تالنت برنامج ترفيهي من نوع تلفزيون الواقع يسلط الضوء على البحث عن المواهب الفردية والجماعية الموجودة لدى العرب. البرنامج هو النسخة العربية من البرنامج البريطاني «المواهب البريطانية» الذي عرض للمرة الأولى في الولايات المتحدة الأمريكية عام 2009 على قناة إن.بي.سي، ولاقى نجاحًا كبيرًا.

## عيد ميلاد ل10 سنة من ارابز غوت تالنت
لأول مرة في عيد ميلاد ارابز غوت تالنت لعمر 10 سنوات في التاريخ 14 يناير 2021 في تسقبل في الموسم السابع والاخير من ارابز غوت تالنت